# 新托梅希爾縣

52°19′0″N 16°8′0″E / 52.31667°N 16.13333°E
新托梅希爾縣（波蘭語：Powiat nowotomyski），是波蘭的縣份，位於該國中西部，由大波蘭省負責管轄，首府設於新托梅希爾，面積1,012平方公里，2006年人口71,817，人口密度每平方公里71人。